# 全已盈
全已盈（1973年7月11日—）是一名韩国男子柔道运动员。他在1996年亚特兰大夏季奥林匹克运动会中，参加了男子柔道比赛并获得86公斤级金牌。